# Xanthophyllum ancolanum
Xanthophyllum ancolanum är en jungfrulinsväxtart som beskrevs av Friedrich Anton Wilhelm Miquel. Xanthophyllum ancolanum ingår i släktet Xanthophyllum och familjen jungfrulinsväxter. Inga underarter finns listade i Catalogue of Life.